# Écureuil d'Abert
Sciurus aberti
Espèce
Statut de conservation UICN

 LC  : Préoccupation mineure
L'écureuil d'Abert (Sciurus aberti) est une espèce d'écureuil de la famille des sciuridés qui se rencontre dans le sud des États-Unis (Utah, Colorado, Arizona, Nouveau-Mexique) ainsi qu'au Mexique.
Il est nommé en l'honneur du colonel et cartographe John James Abert (en).

## Description

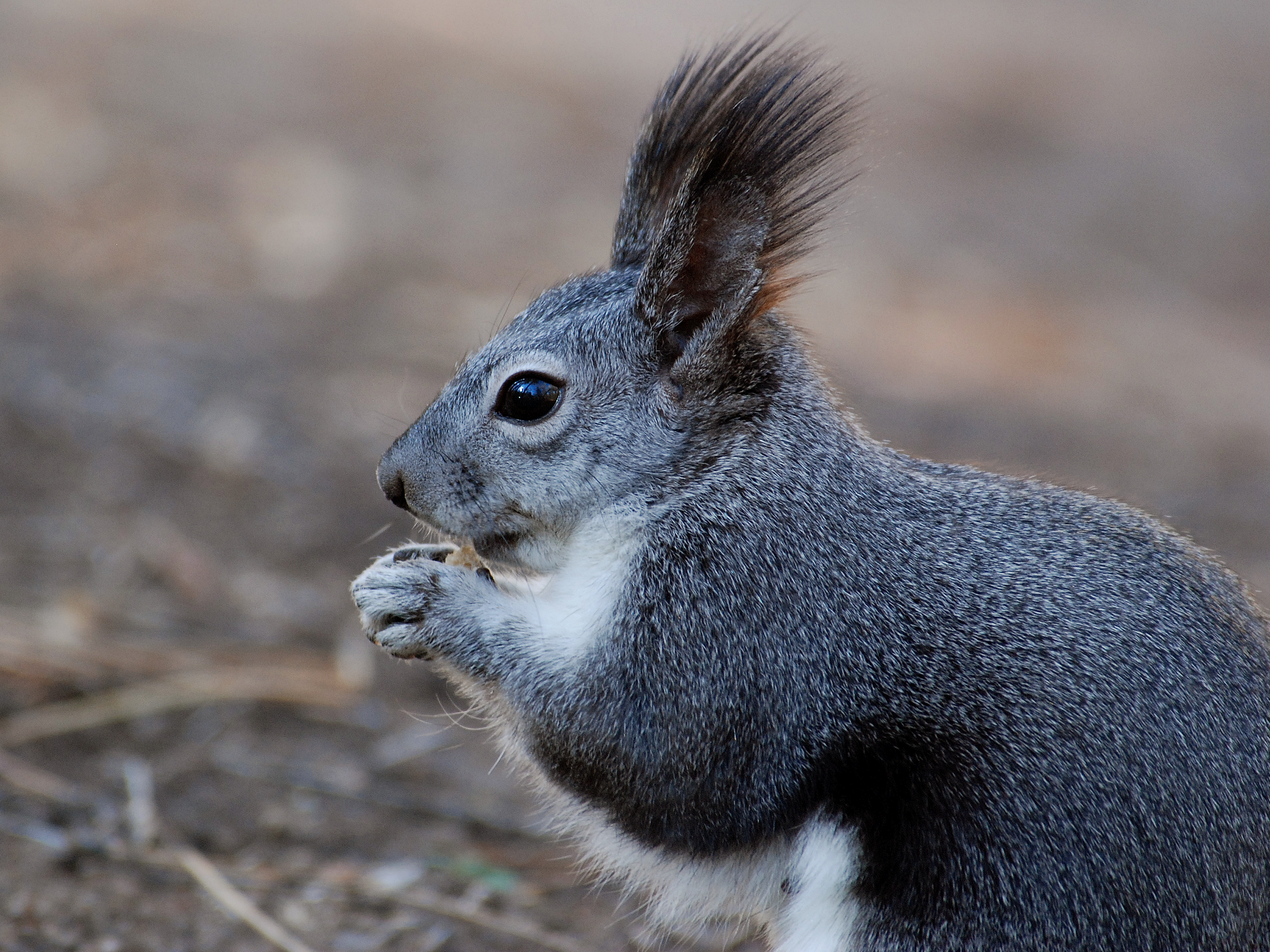
Détail de la partie antérieure
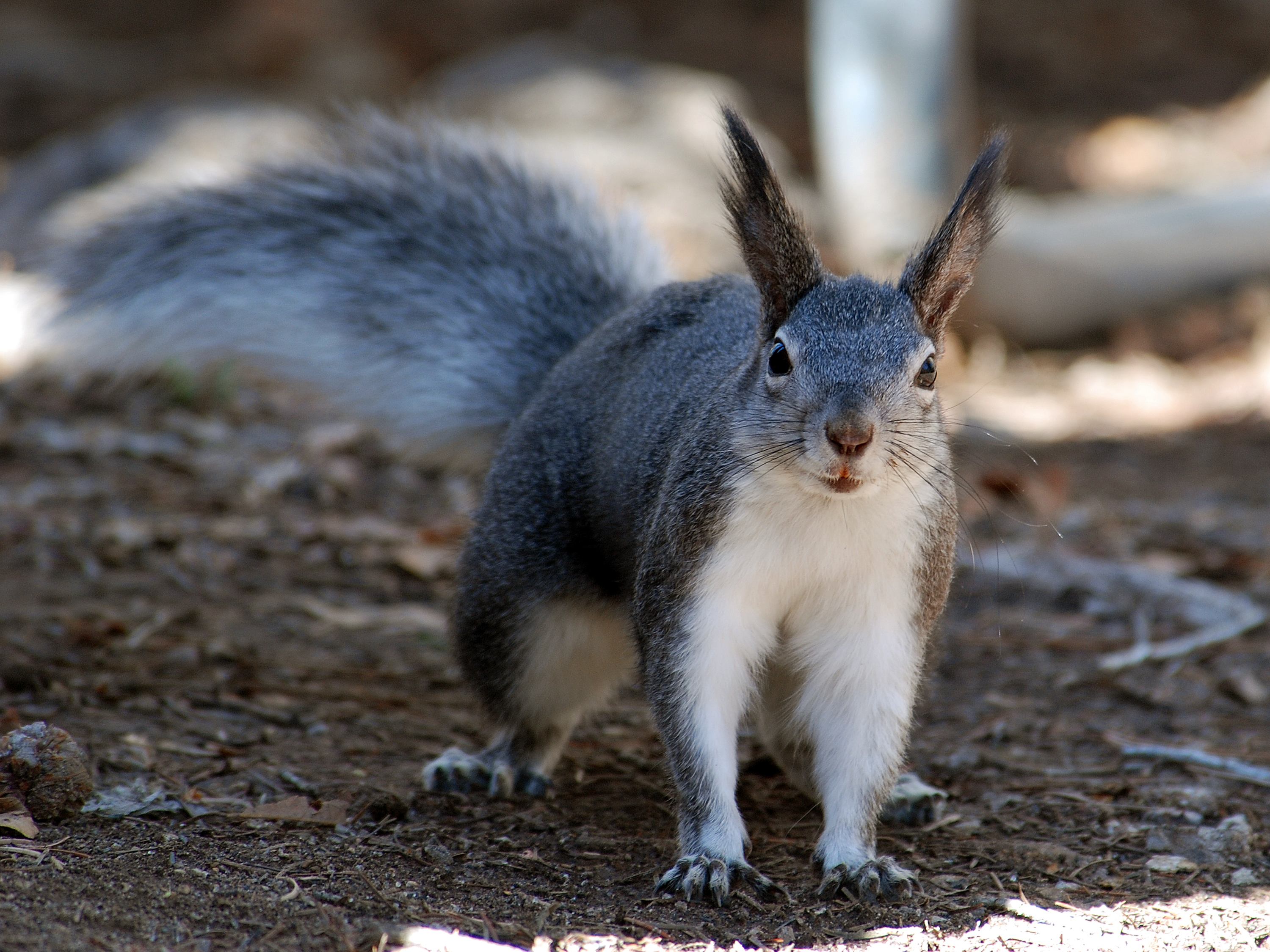
Vue de face
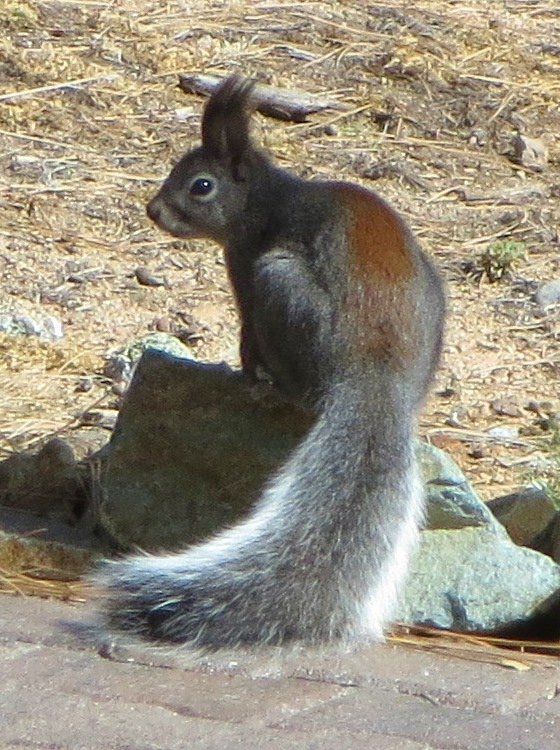
Vue dorsale
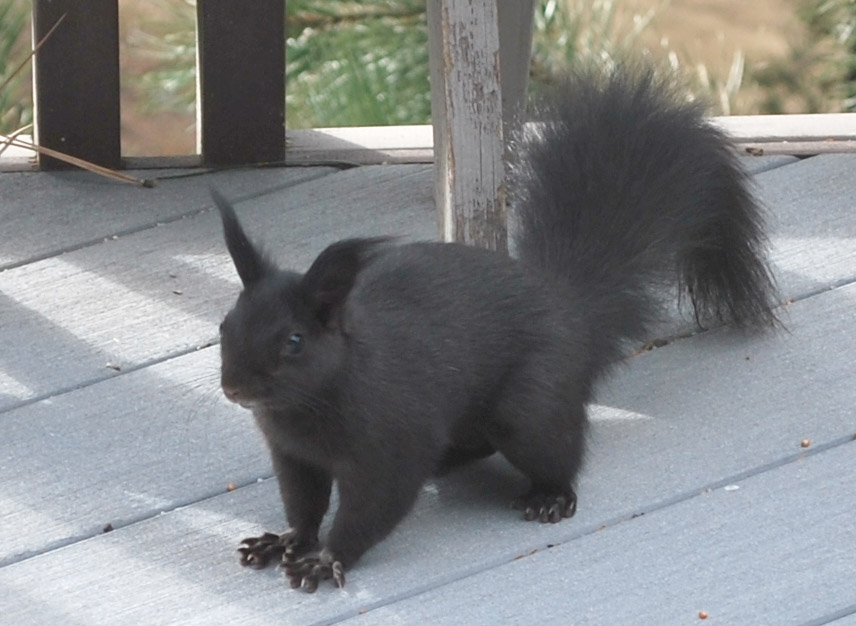
Forme noire (mélanisme)
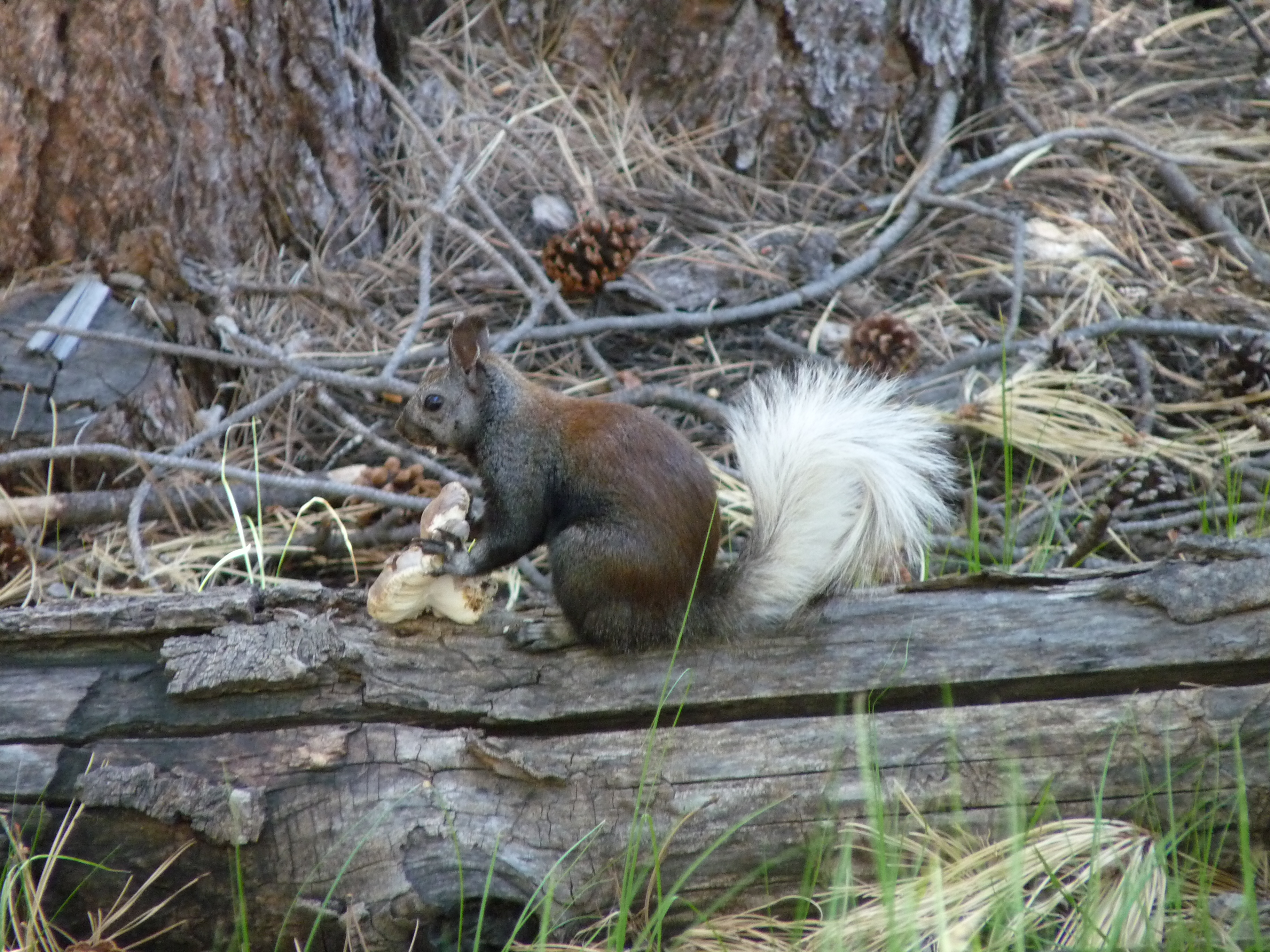
Sous-espèce Sciurus aberti kaibabensis